# Anastasia State Park
Der Anastasia State Park ist ein State Park im US-Bundesstaat Florida.

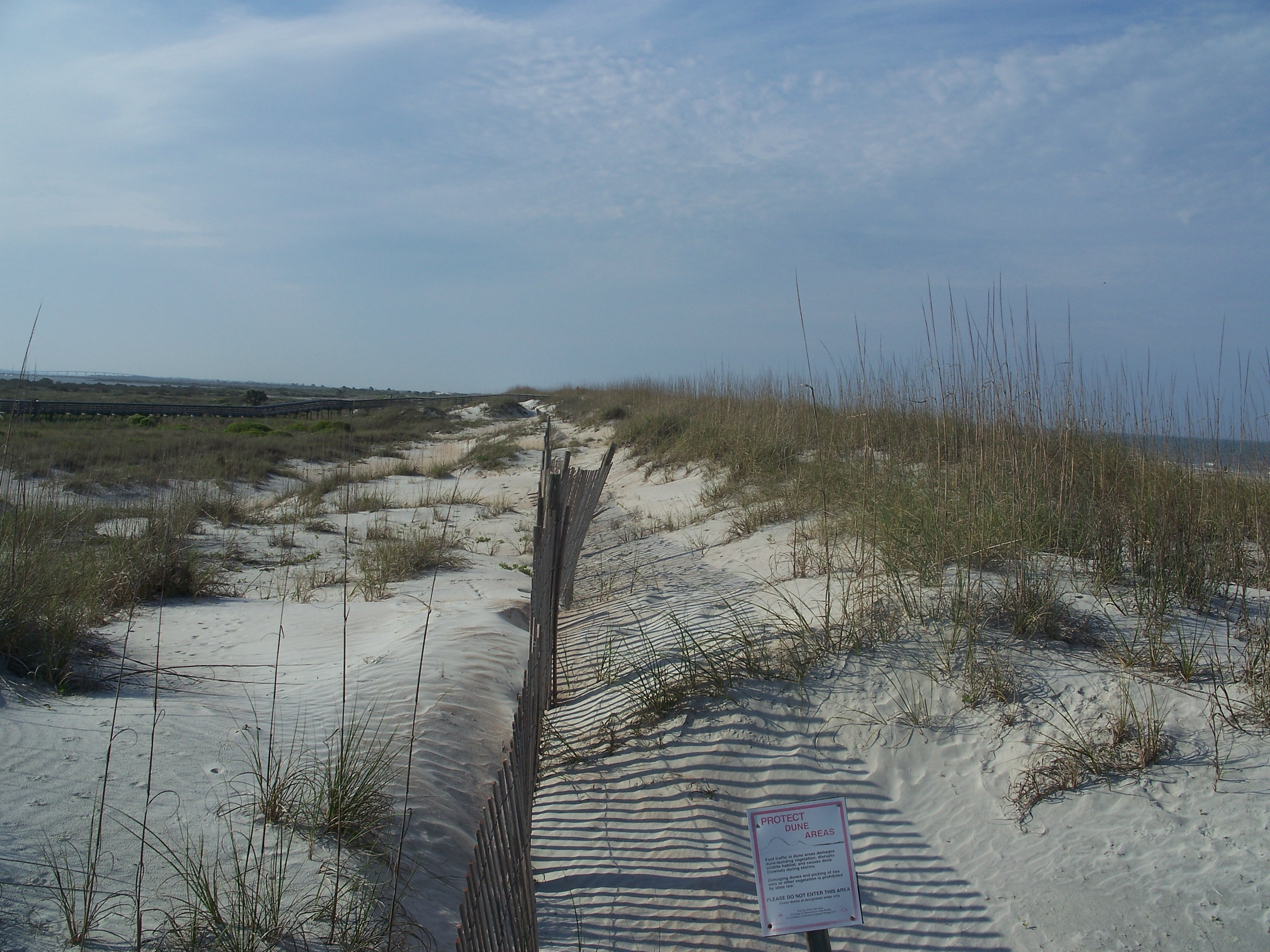
Dünenschutzzone

Der Park erstreckt sich über eine Fläche von 6,5 Quadratkilometern. Er liegt auf einer Halbinsel am Atlantik vor der Küste von St. Augustine, nur 2,5 Kilometer vom Stadtzentrum St. Augustines entfernt. Der Florida State Park gehört zu St. Johns County und verfügt über 6,5 Kilometer Strand. Er wurde 1949 gegründet und gilt seitdem als einer der meistbesuchten State Parks in Florida.

## Aktivitäten
Es gibt Naturwanderwege zum Wandern und Radwege zum Radfahren. Fahrräder können im Park gemietet werden. Der State Park bietet einen Campingplatz mit 139 Stellplätzen. Es gibt drei Spielplätze im Anastasia State Park, einen für alle Parkgäste und zwei im Campingplatzbereich.